# Компаниец, Иван Иванович
Ива́н Ива́нович Компани́ец (23 марта 1921, Елисаветград — 15 ноября 1975, Киев) — советский историк, исследователь истории Украины XX века, доктор исторических наук, профессор. Заслуженный деятель науки УССР. Лауреат Государственной премии СССР в области науки и техники.

## Биография
Родился 23 марта 1921 года в городе Елизаветграде. В 1938-1945 годах, с перерывом, учился на историческом факультете Одесского государственного университета.
Участник Великой Отечественной войны.
в 1945-1946 годах — комсорг ЦК ВЛКСМ Одесского университета.
В 1946-1949 годах — аспирант Института истории Украины АН УССР. В 1949 году, под руководством кандидата исторических наук Ф. А. Ястребова защитил кандидатскую диссертацию на тему: «Буковина в начале XX века. (1900—1918)». В 1949-1951 годах — младший научный сотрудник, в 1951-1961 годах — старший научный сотрудник отдела истории стран народной демократии, в 1963-1966 годах — старший научный сотрудник отдела досоциалистических формаций, в 1967-1972 годах — старший научный сотрудник отдела истории капитализма, в 1972-1974 годах — старший научный сотрудник отдела истории дружбы народов СССР.
25 апреля 1958 года И. И. Компаниец на Ученом совете Института истории АН СССР принимал участие в критике новаторской статье сотрудника Института общественных наук А. Ю. Карпенко (1921—2013) «К вопросу о характере революционного движения в Восточной Галиции в 1918 г.», обвиняя автора статьи в «антинаучной» увязке «национально-демократической» революции и возникновения ЗУНР с революционным движением народных масс, а не с «контрреволюционными действиями украинской буржуазии», и в занижении «значения социалистической революции и создания Украинского Советского государства для всего украинского народа». Завершил своё выступление И. Компаниец политическими обвинениями: «Появление статьи Карпенко именно в то время, когда вся наша страна праздновала 40-летие Советской власти, — очень досадный факт. Ошибки Карпенко носят не только антинаучный характер, но и политический характер», подробно см.: Рублев А. С.В поисках правды истории: Институт истории Украины НАН Украины: второе двадцатилетие (1957—1977 pp.) — в сборнике «Институт истории Украины НАН Украины: Второе двадцатилетие (1957—1977): Документы и материалы», сек. 3-33.
В 1962 году, в Ленинградском государственном университете, И. И. Компаниец защитил докторскую диссертацию на тему: «Положение и борьба трудящихся масс Галиции, Буковины и Закарпатья в начале XX века. (1900—1919 годы)». Профессор с 1962 года. В 1959-1975 гг. одновременно работал в Главной редакции УСЭ (заведующий редакцией истории СССР и УССР, археологии и этнографии, с 1967 года — заместитель главного редактора УСЭ). Был заместителем председателя Главной редакции «Советской энциклопедии истории Украины» и 26-томной «Истории городов и сел Украинской ССР». С 1975 года — заведующий кафедры истории Украины Киевского государственного университета.
Умер в Киеве 15 ноября 1975 года.

## Научная деятельность
Исследовал историю Украины, в частности западноукраинских земель, проблемы пролетарского интернационализма и дружбы народов СССР. Опубликовал около 200 работ. Среди них:
- Ленин и интернациональное единство украинских и русских трудящихся в трех революциях. — Киев, 1970;
- Положение и борьба трудящихся масс Галиции, Буковины и Закарпатья в начале XX века. (1900—1919 гг.). — Киев, 1960;
- Революционное движение в Галиции, Буковине и Закарпатской Украине под влиянием идей Великого Октября (1917—1918). — Киев, 1957;
- Борьба за Советскую власть на Буковине. — Киев, 1950.